# روش تزوریم
روش تزوریم (به لاتین: Rosh Tzurim) یک منطقهٔ مسکونی در اسرائیل است که در Gush Etzion Regional Council واقع شده‌است.